# Ludwig Hirschfeld-Mack

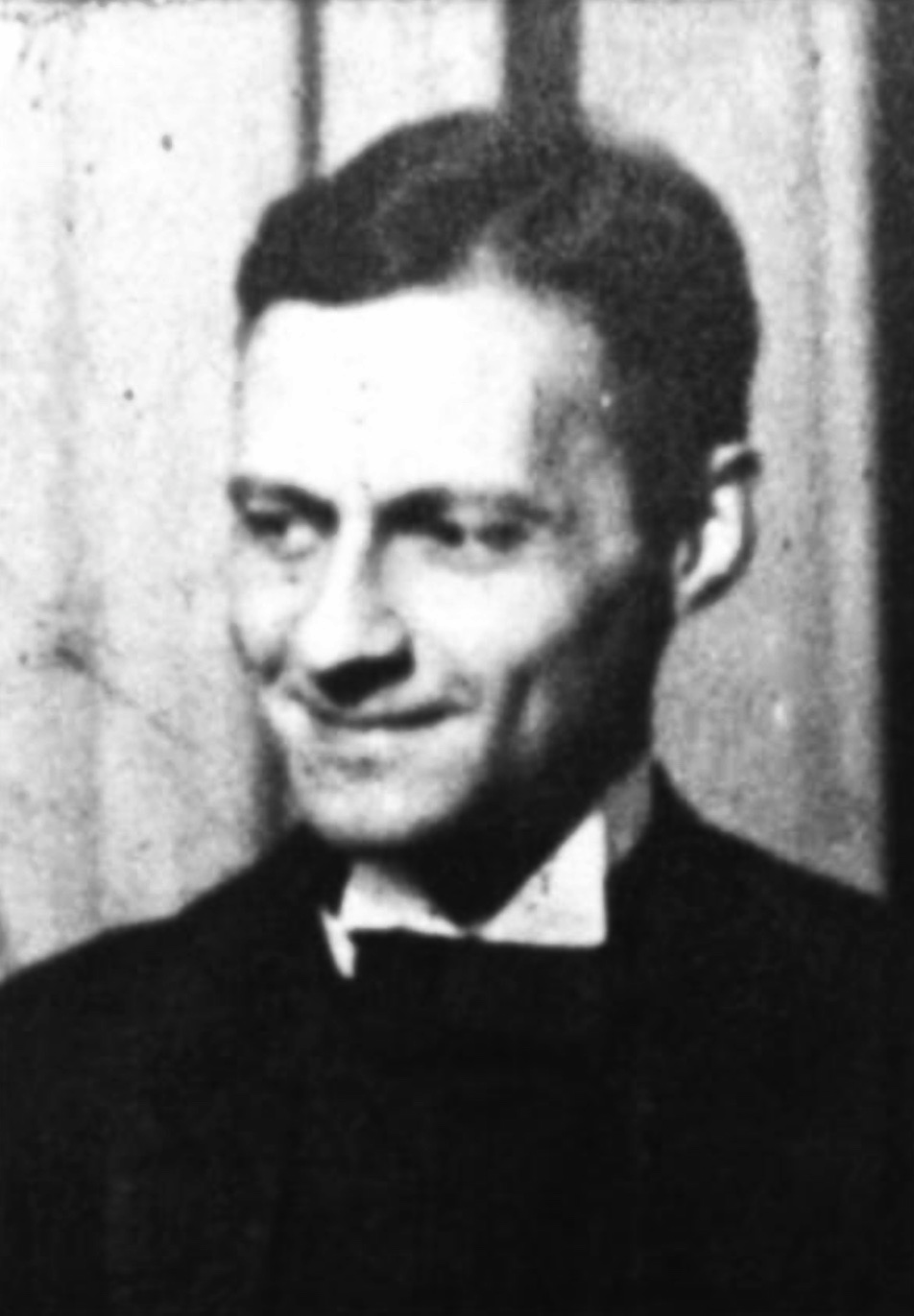
Ludwig Hirschfeld-Mack, 1923

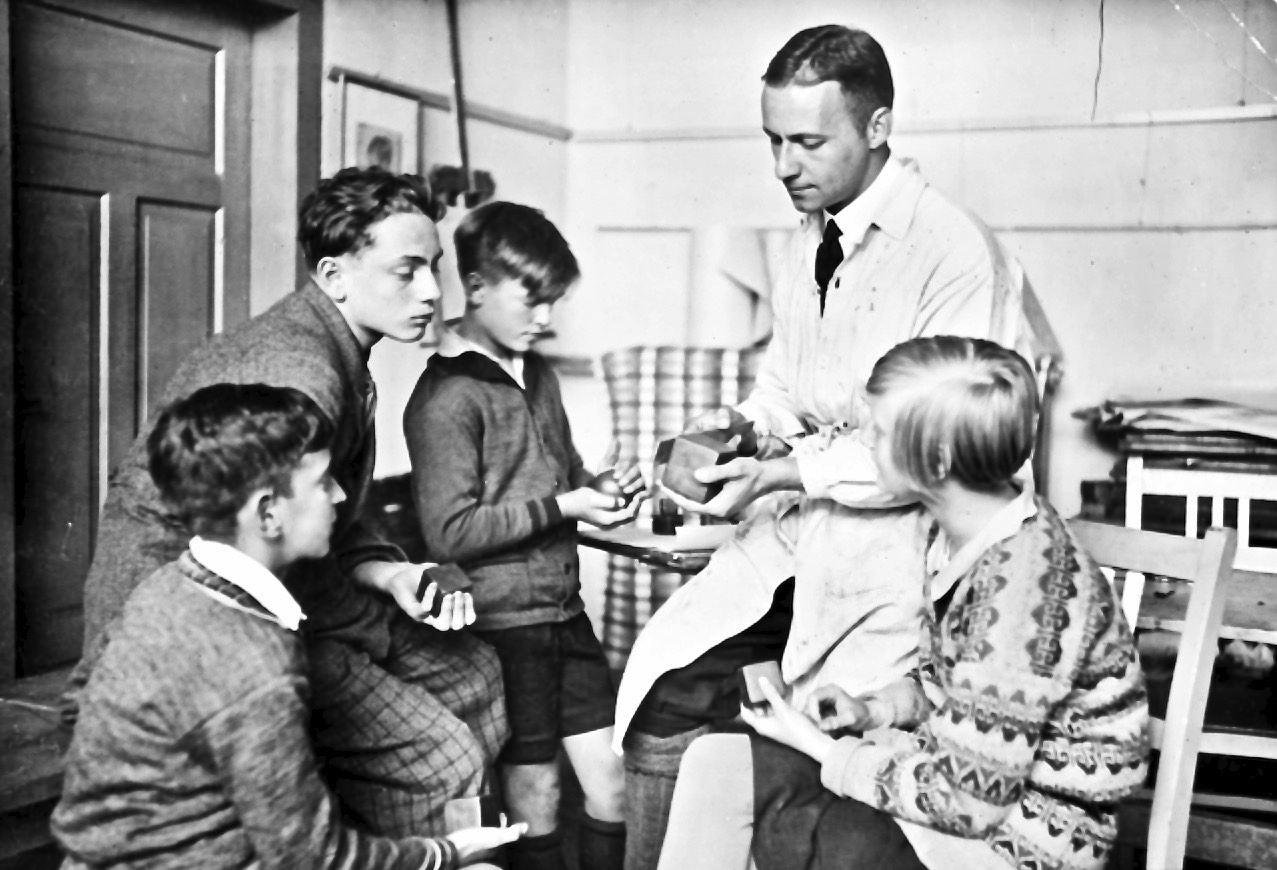
Ludwig Hirschfeld-Mack 1942 beim Kunstunterricht mit Schülern der Geelong Grammar School in Geelong, Victoria, Australien

Ludwig Hirschfeld-Mack (* 11. Juli 1893 in Frankfurt am Main; † 7. Januar 1965 in Sydney, Australien) war ein deutscher Maler und „Farblicht-Musiker“.

## Berufliche Laufbahn
Ludwig Hirschfeld-Mack besuchte zunächst die Musterschule, ein musisches Gymnasium in Frankfurt am Main. Seine künstlerische Ausbildung erfuhr er im Lehr- und Versuchsatelier für angewandte und freie Kunst bei Hermann Obrist und Wilhelm von Debschitz von 1912 bis 1914 an der Debschitz-Schule in München. Bei Heinrich Wölfflin und Fritz Burger hörte er kunsthistorische Vorlesungen. Während des Ersten Weltkrieges war Ludwig Hirschfeld-Mack von 1914 bis 1918 Infanterieoffizier.
1920 wurde er Lehrling für das Kunstdruckhandwerk am Bauhaus in Weimar. Seine Gesellenprüfung absolvierte er 1921 im Kupferdruck und wurde gleichzeitig Etatgeselle in der grafischen Druckerei des Bauhauses, wo er 1922 zum Gesellenvertreter avancierte und 1924 schließlich als Bauhausgeselle seine Gesellenprüfung in Lithografie und Steindruck ablegte. Er blieb dort bis 1926 und seine
Aktivitäten kreisten um extracurriculare Farbseminare, Farbkreisel, seine Pädagogische Puppenstube sowie die mit Kurt Schwerdtfeger entwickelten Reflektorischen Farblichtspiele.
Im April 1926 wurde Ludwig Hirschfeld-Mack Kunsterzieher in der Freien Schulgemeinde Wickersdorf, wo er bis März 1928 wirkte. 1929 erhielt er eine Anstellung an der Staatlichen Hochschule für Handwerk und Baukunst in Weimar als Lehrer für allgemeine Farb- und Formlehre. Bereits ein Jahr später erhielt er 1930 eine Professur an der Pädagogischen Akademie in Frankfurt (Oder) (Gebäude wird heute vom Gauß-Gymnasium genutzt). Hirschfeld-Mack führte seine Farbenlichtspiele am 5. März 1927 im Rahmen des I. Kongresses für Farbe-Ton Forschung in Hamburg auf. Das Programm bestand aus zwei Farbsonatinen und dem „Kreuzspiel“. Zusammen mit der früheren Bauhausmeisterin Gertrud Grunow nahm er 1930 am II. Kongress für Farbe-Ton Forschung mit einem Vortrag teil. 1932 unterrichtete er an der Pädagogischen Akademie in Kiel, die jedoch 1933 von den Nationalsozialisten in eine nach ihrer Ideologie geführte Hochschule für Lehrerbildung (HfL) umgewandelt wurde. Er begab sich bis 1935 an die Jöde-Schule/Günther-Schule in Berlin und beschäftigte dort die Schüler und sich mit dem Bau von einfachen Musikinstrumenten.
1936 emigrierte Mack nach England. Er lehrte Kunst und Werken an der Subsistence Production Society of the Eastern Valley of Monmouthshire in Südwales. Seine Tochter Marga folgte ihm 1936 ins englische Exil, die andere Tochter Ursel (17) beging 1937 unter dem Eindruck zunehmender Repressalien in Deutschland Selbstmord. 1940 wurde Ludwig Hirschfeld-Mack als enemy alien auf dem Schiff Dunera nach Australien deportiert und dort in den Lagern Hay, Tatura und Orange interniert. Er nahm nun die australische Staatsbürgerschaft an. Bis zur Emeritierung an der Geelong Church of England Grammar School in Victoria war er Leiter der Kunstschule und Gastlektor an der Universität Melbourne. Er unternahm noch verschiedene Reisen nach Europa und trieb die Wiederaufführung der Farblichtspiele voran. Ludwig Hirschfeld-Mack starb am 7. Januar 1965 in Sydney.

## Hirschfeld-Mack-Professuren in Deutschland und Australien
2008 wurde am Institut für Englische Philologie der Freien Universität Berlin (FU) ein Ludwig Hirschfeld-Mack Visiting Chair of Australian Studies eingerichtet. Die Gastprofessur ist nach Hirschfeld-Mack benannt, so die FU, „to stress the interdisciplinary nature of its teachers, their commitment to the role of culture in the public sphere, and the central transcultural German-Australian aspect of the project.“ Der Lehrstuhl wird vom Deutschen Akademischen Austauschdienst (DAAD) und der Australischen Botschaft Berlin finanziert. Bisherige Hirschfeld-Mack-Professoren in Berlin waren Stephen Muecke, Professor für Cultural Studies an der University of Technology Sydney (Wintersemester 2008/09) und Philip Mead, Professor für Australian Literature an der University of Western Australia, Perth (Wintersemester 2009/10).
2010 wurde, ebenfalls mit Unterstützung des DAAD, in umgekehrter Richtung eine Hirschfeld-Mack-Gastprofessur für German Studies am German Department der University of Western Australia in Perth eingerichtet. Durch diese „Tandem“-Gastprofessur soll der Austausch zwischen dem australischen und dem deutschen Hochschulsystem weiter intensiviert werden. Erste Hirschfeld-Mack-Professoren in Perth waren die Germanisten Matthias N. Lorenz, Universität Bern (2010), Sven Kramer, Leuphana Universität Lüneburg (2011) und Helmut Peitsch, Universität Potsdam (2012).